# Tausendjährige Eiche (Schloss Sandsee)
Die tausendjährige Eiche ist eine als Naturdenkmal geschützte Stieleiche beim Schloss Sandsee, einem Gemeindeteil des Marktes Pleinfeld im mittelfränkischen Landkreis Weißenburg-Gunzenhausen.
Der Baum steht rund 800 Meter östlich des Schlosses auf einer Hochebene im Wald, nahe einer mit Pappeln besäumten Lichtung oberhalb des Dorfes Mischelbach auf einer Höhe von 468 m ü. NHN.
Entgegen ihrem Namen hat die tausendjährige Eiche ein geschätztes Alter von 350 Jahren. Stand 2017 hat sie eine Höhe von 28 Metern, einen Brusthöhenumfang von 6,60 Metern und einen Taillenumfang von 6,46 Metern. Der Stamm ist stark vom Alter gezeichnet: Auf zwei Seiten fehlt bis in 2 Meter Höhe die Rinde und Morschungen sind erkennbar. In etwa 3 Meter Höhe löst sich der Stamm auf und geht in mehrere dicke Äste über. Diese bilden die 20 Meter durchmessende Krone.
Am Stamm befindet sich ein stark verwittertes Bildnis eines Mannes sowie eine hölzerne Tafel mit dem Gedicht: Wärme deines Hauses // der schimmernde Schatten // Dachstuhl deines Hauses // Brett deines Tisches // Bett in dem du schläfst // das Brot der Güte // die Blume der Schönheit.